# منطقه پنجم دریایی امام باقر ندسا
منطقهٔ پنجم دریایی امام باقر که به منطقهٔ دریایی نازعات نیز معروف است، یکی از مناطق پنج‌گانهٔ دریایی سپاه پاسداران انقلاب اسلامی است که زیر نظر نیروی دریایی و قرارگاه دریایی خاتم‌الانبیای ۲ سپاه فعالیت می‌کند. مرکز فرماندهی این منطقه در بندر لنگه مستقر است. این منطقه در سال ۱۳۹۱، از تقسیم حوزهٔ عملیاتی منطقهٔ یکم صاحب‌الزمان تشکیل شده‌است و آب‌های مابین جزیرهٔ قشم و جزیرهٔ کیش را تحت پوشش دارد. علی فدوی، فرمانده سابق نیروی دریایی سپاه، هدف از تشکیل این منطقه را اهمیت بالای تنگهٔ هرمز و لزوم تمرکز منطقهٔ یکم در آن محدوده اعلام کرده‌است. منطقهٔ پنجم امام باقر وظیفهٔ حفاظت از جزایر چهارگانهٔ ابوموسی، تنب بزرگ، تنب کوچک و سیری را بر عهده دارد. دریادار پاسدار علی عظمایی فرمانده کنونی منطقهٔ پنجم دریایی امام باقر است.